# Boländerna

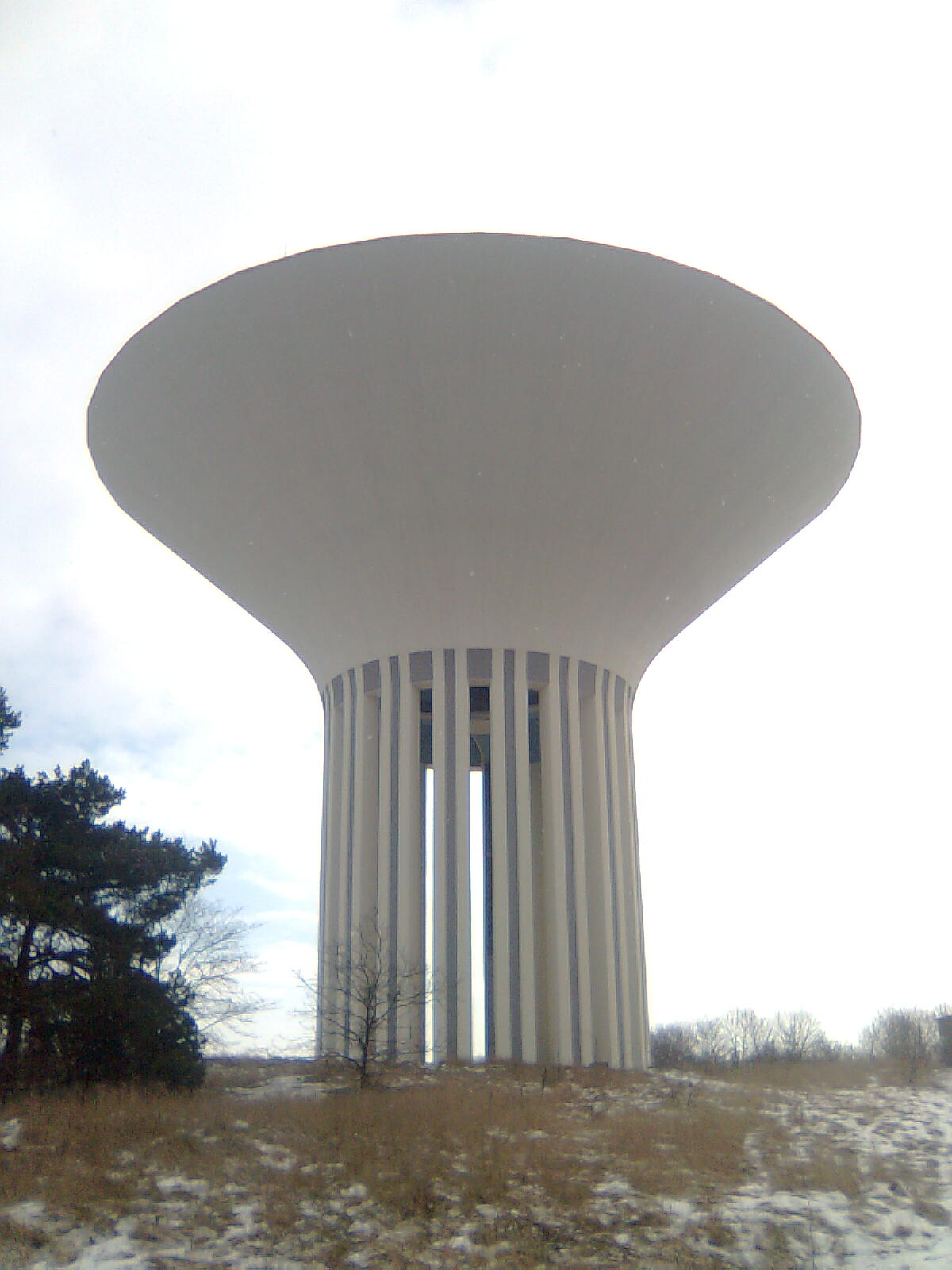
Boländerna vattentorn, uppfört 1968–70 och taget i bruk 1970, ritat av arkitekt Hans Trygg. Vattentornet rymmer 17–18 miljoner liter vatten.

Boländerna är en stadsdel i östra Uppsala, söder om Strandbodgatan och söder om Fålhagsleden–Tycho Hedéns väg, med en utsträckning österut till Gnistarondellen. 
Boländerna är väsentligen byggd på tidigare jordbruksmark, men den inre delen är sedan länge disponerad för  industri. 

## Namnet
Namnet kommer av att området förr i tiden låg så långt från Uppsala att bönderna hade små bodar där man förvarade olika redskap med mera, och området kallades Bodlandet, som senare övergick till Boländerna.

## Historia
Tidigare låg här byn Sätuna, första gången omtalad 1221 ('Setune'). År 1316 fanns här minst 19 gårdar och 1540 redovisas 16 enheter, vilket gör Sätuna till en relativt stor by. Redan under början av 1600-talet hade byn dock reducerats till en enda gård och jorden helt underlagts Uppsala stad. På Peder Månsson Menlös karta över stadsjorden från 1660-talet fanns bara en byggnad, troligen en lada, kvar på platsen. Byn bör ha legat i närheten av Uppsala vattentorn.

## Nutid
Bland dagens större industrier kan nämnas Cytiva (tidigare GE Healthcare) i tidigare läkemedelsföretaget Pharmacias lokaler invid huvudstråket Bergsbrunnagatan. På motsatta sidan ligger gymnasieskolan Bolandsskolan. Vid Bolandsgatan uppfördes åren 2003–2005 Vattenfalls nya sopförbränningsanläggning Uppsala Block 5.
Inslaget av bostäder är ännu marginellt och karaktären av industriområde kvarstår samtidigt som inslaget av handel har ökat alltsedan 1970-talets början, då Wessels stormarknad, senare Coop Forum, etablerades i områdets yttre del (vid Rapsgatan och nära påfart till motorvägen E4 mot Stockholm). Boländerna hade i början av 2000-talet nått ställningen som den stadsdel som har högst andel av Uppsalas totala varuhandel. Bland ett stort antal välkända företag som har butikslokaler i Boländerna kan nämnas IKEA. 
Vid en hög punkt nära Stålgatan och Bergsbrunnagatan finns det största av Uppsalas fyra vattentorn, och väster därom en avhärdningsanläggning för kommunalt vatten samt Uppsalas fjärrvärmeverk. Viktiga gator förutom Bergsbrunnagatan är Björkgatan, Rapsgatan och Stålgatan. Dubbelfilig vägförbindelse med Gränby Centrum erbjuds av Fyrislundsgatan vars sydliga avsnitt genomkorsar Fyrislund, ett annat större industriområde öster om Tycho Hedéns väg.

## Bilder

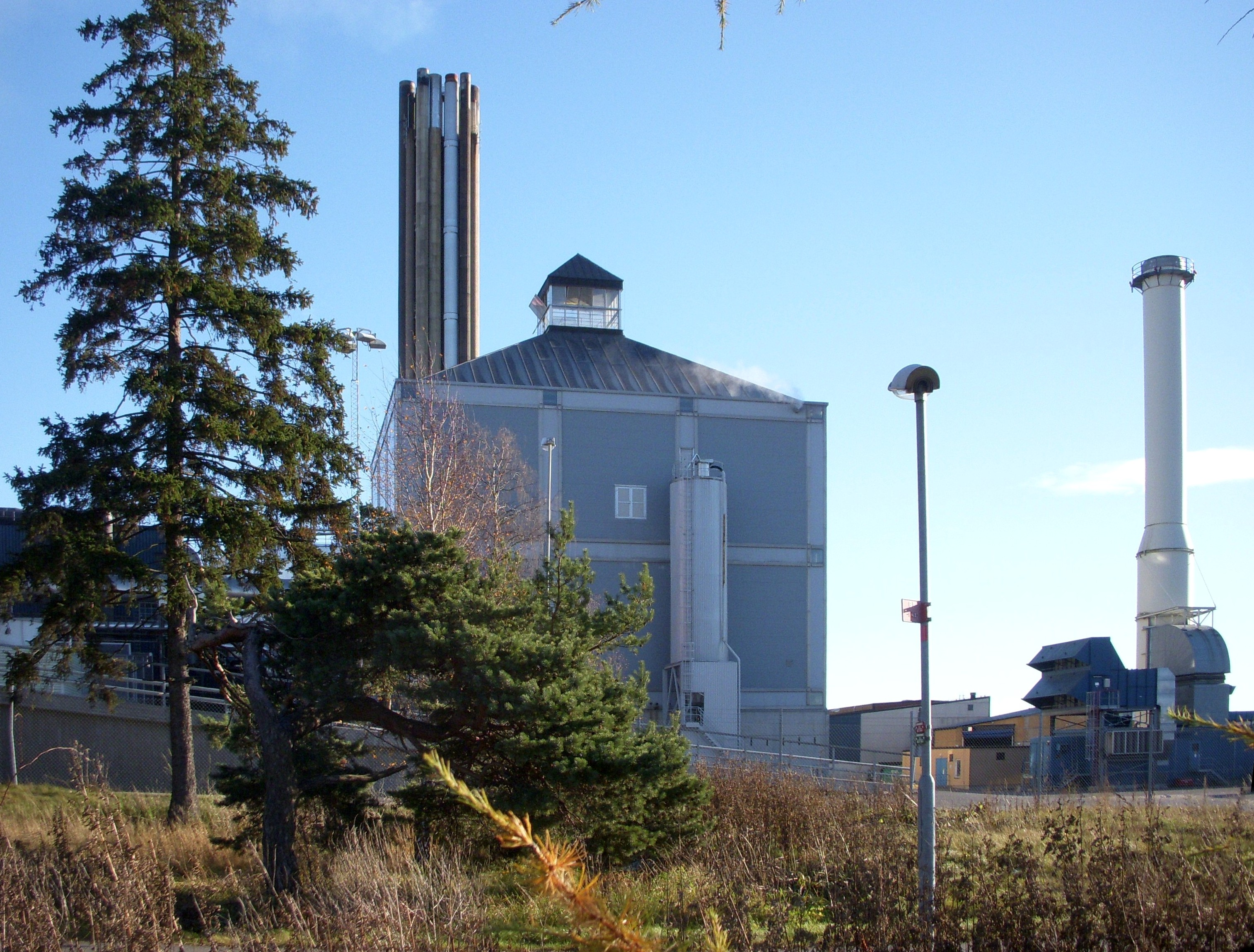
Fjärrvärmeverket
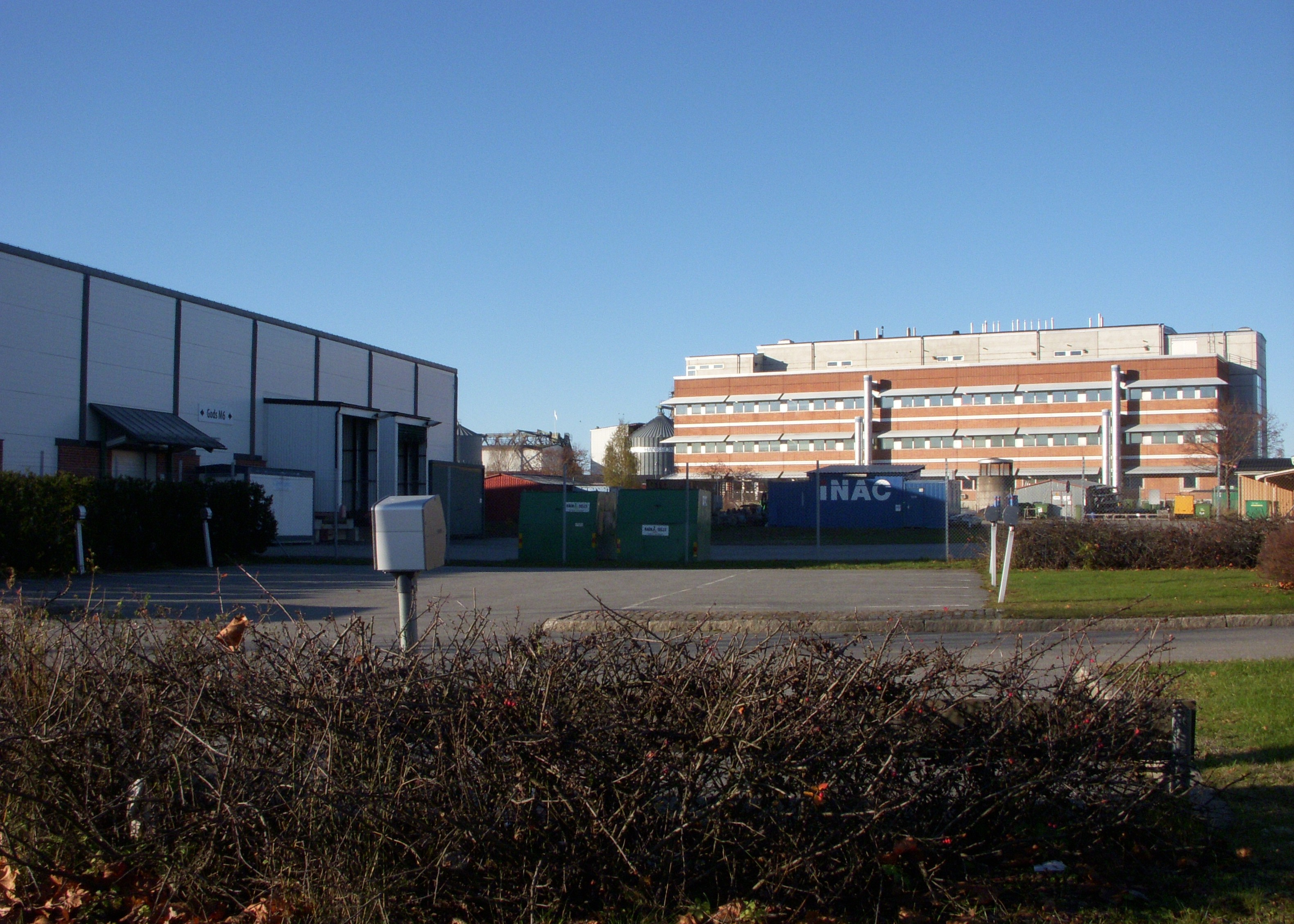
Industrier
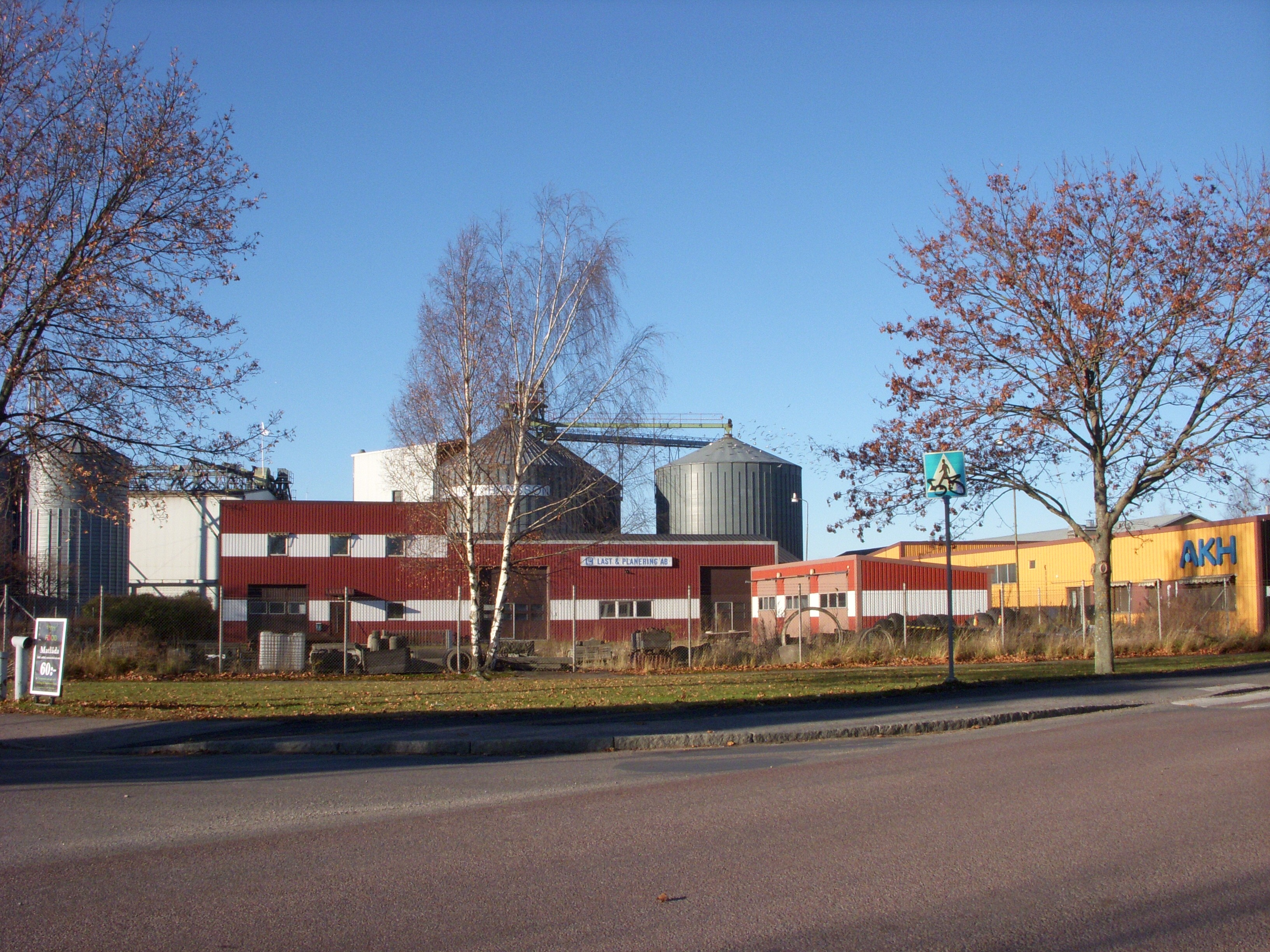
Industrier
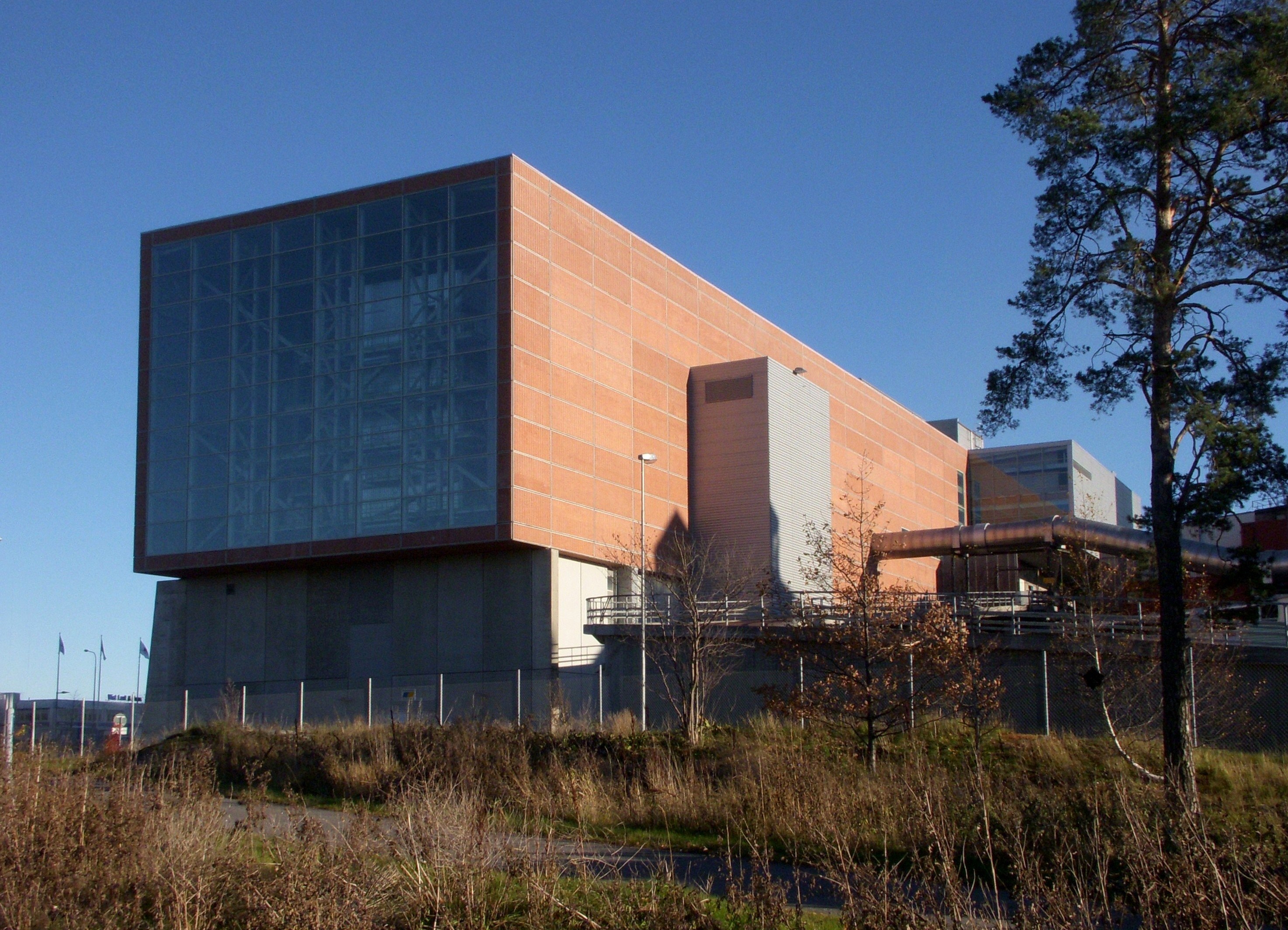
Uppsala Block 5